# بافه مسی دسته ۶

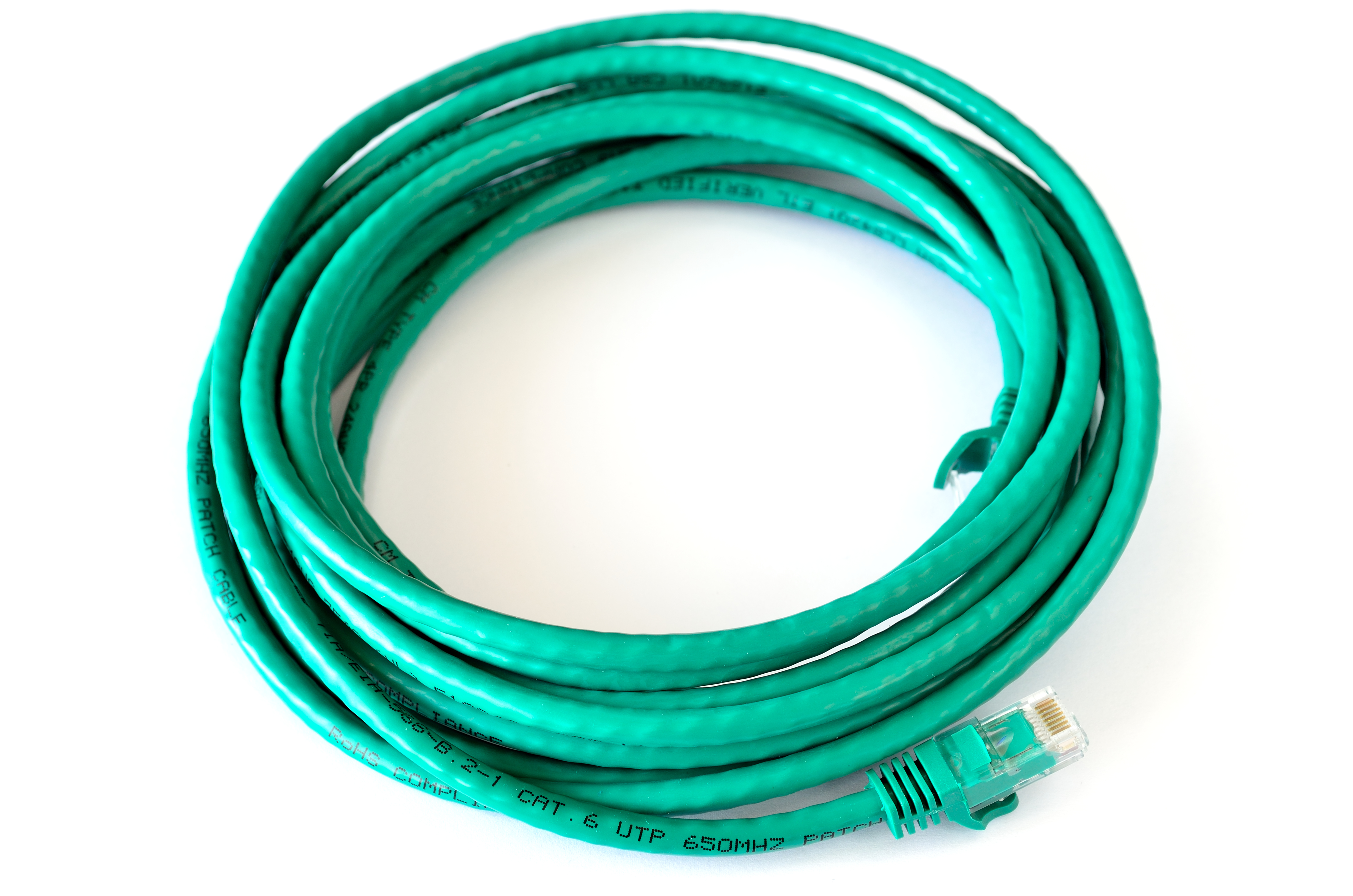
یک بافه مسی دسته ۶ متصل به یک اتصال مدولار

بافه مسی دسته ۶ یا کابلCat 6 یک دستگاه بافه‌بندی است که از بخش‌های گوناگونی همچو بافه‌ها (Cable)، زیربافه‌ها(Cord) و کانکتور اختصاصی سازمان یافته‌است که از لحاظ شکل و نوع و ماده‌های سازنده شباهت‌ها و تفاوت‌هایی را با استاندارد پیش از خود دارد.
از دیدگاه کارایی، اگر از ویژگی‌های پهنای باند و سیگنال به نویز برای شناختار کل کارایی بهره برده شود، بافه‌بندی Cat 6 در سنجش با Cat5/5e پهنای باندی نزدیک ۲ برابر (۲۰۰ مگاهرتز) و نسبت سیگنال به نویزی نزدیک ۱۶ برابر بهتر نمودمان می‌کند. دیگر نمونه‌ها مربوط است به جبران کمبودهای دیگر کالاها و نویزهای بیرونی و دگرگونی و تغییر گرمای پیرامون بافه.
همچنین Cat 6 از کاربردهای گوناگونی همچو توانایی فرستادن ویدئو از راه خط باندپهن چند کاناله تا بیشترین بازه بسامدی ۵۵۰ مگاهرتز و نیز سیگنال‌های ویدئویی دیجیتالی تا ۲ گیگابیت در ثانیه برای HDTV و همچنین کاربردهای گیگابیت اترنت پشتیبانی می‌کند.
از یک جنبه دیگر، بافه‌بندی Cat 6 برای کارهای روزانه در سنجش با بافت نوری شایسته‌تر است و دلیل بنیادی آن هم تفاوت بهای این دو نوع از کالا می‌باشد. به جز این‌ها، استاندارد نوین IEEE برای تغذیه راه دور کالاهای DTE سازگاری بیشتری با کالاهای Cat 6 دارد و دلیل آن هم به خاطر هرز دادن کمتر ولتاژ در این بافه‌ها می‌باشد.

## شباهت‌ها و تفاوت‌های Cat 5 و Cat 6
نخست باید دانست که بخش‌های Cat 6 که از سوی گروه‌های سازنده گوناگون ساخته می‌شوند، می‌بایست بتوانند با یکدیگر کار کنند (Interoperability) و همچنین باید بتوانند با دیگر استانداردهای پیش از خود نیز سازگاری داشته باشند. یعنی این‌که بتوان بخش‌های Cat 6 و بخش‌های Cat5/5e را در یک شبکه در کنار یکدیگر بکار برد یا در صورت لزوم بتوان بخش‌ها Cat 6 را جایگزین بخش‌ها Cat5/5e نمود.
به جز این، همه بخش‌های Cat 6 و Cat5/5e دارای ناگذرایی نامی ۱۰۰(Nominal Impedance) اهم هستند ولی در کالاهای Cat 6 استواری بیشتری در برابر دگرگونی ایستادگی (مقاومت) هست. ناهماهنگی ایستادگی با پارامتری به نام Return loss (افت بازگشتی) سنجیده می‌شوند. هر چه اندازه Return loss (برحسب دسی‌بل) بیشتر باشد هماهنگی ناگذرایی بهتری میان بخش‌ها خواهد بود و از این رو، اندازه بازگشت سیگنال و بازگشت دوباره سیگنال کمتر خواهد بود. از این رو Cat 6 نرخ گزند بیت (BER) کمتری برای شبکه‌های اترنت سریع و گیگابیت اترنت (۱۰۰۰BASET) نمایان می‌سازد.
هر چه گزندهای بیتی افزایش یابد، شبکه جدا از بهای ابزارهای شبکه‌ای که خریداری شده‌است در یک چرخه بی‌پایان یافتن گزند و فرستادن دوباره گرفتار می‌شود و این گفتار در پی دارنده کاهش سرعت و افت پر کارایی شبکه می‌باشد.
در Cat 6 همه پارامترهای فرستمان برای کانال‌های گوناگون و بخش‌ها و ارتباطات پایدار می‌توانند تا بیشینه بسامد ۲۵۰ مگاهرتز کارکنند. این در حالیست که این اندازه برای استاندارد Cat5/5e تنها ۱۰۰ مگاهرتز است.
تفاوت‌هایی نیز دربارهٔ بازه بسامدی و پهنای باند سودمند هست. برابر با شناختار پهنای باند که همان بازه بسامدی است زمانی که PSACR (جمع جبری نسبت افت به سیگنال‌های ناخواسته) مثبت است.
Cat 6 پهنای باند ۲۰۰ مگاهرتز را در دمای ۲۰ درجه سانتیگراد در مسافتی نزدیک ۱۰۰ متر پشتیبانی می‌کند که این اندازه برای استاندارد Cat5/5e نزدیک ۱۰۰ مگاهرتز است یعنی چیزی نزدیک نیم.
یکی از تفاوت‌های بنیادی و آشکار میان این دو استاندارد در ساختمان بافه‌ها می‌باشد. کلفتی بافه‌های Cat 6 به نسبت Cat5/5e بیشتر است. این اندازه برای استاندارد Cat 6 از ۳/۵ میلی‌متر تا ۸/۵ میلی‌متر متغیر است. ولی برای استاندارد Cat5/5e قطر بافه‌ها از 4/8 میلی‌متر تا ۵/۵ میلی‌متر پنداشته شده‌است و دلیل آن هم به دو عامل برمی‌گردد. نخست به خاطر سترگ‌تر بودن سیم‌های مسی به کار رفته در این بافه‌ها و دوم این‌که در برخی فراورده‌ها Cat 6 از یک جداکننده به نام Cross-Web بهره‌گیری می‌شود که با نام یک مرز در میان جفت سیمها می‌باشد تا پیامدهای نویز را کاهش دهد. البته این Cross Web از بایستگی‌های استاندارد Cat 6 نمی‌باشد ولی برخی آفریدنکنندگان با این روش پیامدها نویز را در درازای بافه کاهش می‌دهند.
دلیل افزایش قطر سیم‌ها (23AWG) به خاطر کاهش اندازه‌ای به نام افت (Insertion loss) در یک بازه بسامد می‌باشد. هر چه اندازه Insertion loss کمتر باشد سیگنال دریافتی در گیرنده نیرومندتر خواهد بود. این ویرایش در پی دارنده کاهش پیامدهای نویز برخاسته از سرچشمه درونی و بیرونی می‌گردد. همچنین بافه‌هایی با Insertion loss کمتر می‌توانند مسافت‌های درازتر و تحمل بیشتر در برابر دگرگونی دما را پشتیبانی کنند که پیامد پایانی آن کارکرد بهتر شبکه خواهد بود.
ویژگی دیگر Cat 6، بهم تابیدگی بیشتر سیم‌ها برای کاهش تأثیر نویز میان جفت سیم‌ها می‌باشد. در این استاندارد، سازندگان گوناگون، فراورده‌های گوناگونی را می‌توان آفرید و این موضوع، تصمیم‌گیری درست در گزینش بافه بهتر و مناسب تر را دشوار می‌کند.

### سوار کردن کالاها Cat 6
شیوه سوار کردن کالاهای Cat 6 در بسیاری از نمونه‌ها با روش‌های سوار کردن کالاهای استاندارد پیشین یعنی Cat5/5e یکی است. ولی برخی نکته‌ها دربارهٔ برنامه‌ریزی و سوار کردن هست که کسانی که در زمینه سوار کردن و پیاده‌سازی شبکه‌ها فعال هستند می‌بایست به آن‌ها بپردازند، همچو پایان‌دهنده‌های بافه (Cable Terminator) و شیوه گزینش راه بافه. یعنی کلفتی بافه‌ها در گزینش اندازه راه بافه باید شمردار شود. همچنین گذاشتن پایان‌دهنده بافه هم در کارایی سراسری شبکه چشمگیر است.

## جایگزینی Cat 6 به جای Cat5/5e
مانند هر فناوری نو دیگر، هم‌اکنون امروزه هزینه سوار کردن کالاهای Cat 6 در سنجش با استاندارد Cat5/5e نزدیک پانزده درصد گران‌تر است. البته هزینه‌ها با گذشت زمان و با افزایش آفریدن فراورده‌ها کاهش خواهد یافت. اما توانایی‌هایی که این استاندارد از دید کارایی، سرعت و توانایی می‌دهد، چشم پوشی از آن را نشدنی می‌کند. افزون بر آن‌که کاربرها نیز سرعت بیشتر را می‌جویند که در این حالت خواهان بهره‌گیری از Cat 6 می‌باشند. زمانی که برای تکمیل استاندارد گذاشته شده‌است وابسته به گسترش پارامترها و فرایندهای آزموده شده می‌باشد که برای بهینه‌سازی بخش‌ها Cat 6 در راستای بیمه همکاری رو در روی فروشندگان گوناگون انجام شده‌است.
ویژگی‌های فنی با دقت و جزئیات بسیار یاد شده‌اند و سخت‌افزارهای پیوندی در چندوچون آزمایشی گوناگون آزموده شده‌اند و در شرایط کاری بسیار بد نیز آزمایش شده‌اند. برای همین هم می‌تواند برای نمونه کانکتورهای ساخت یک هم کاری با دیگر فراورده‌های Cat 6 کار کند ولی کارایی آن برای نمونه در حالت کمینه باشد. برای همین هم بهترین کارایی در حالتی هست که همه کالاها از یک سازنده برگزیده شده باشند.
برای آشنایی با کارکرد پیوندها در Cat 6، می‌توانید یک گیرنده ماهواره‌ای را پنداشت. زمانی که کارور برای سوار کردن آنتن بشقابی ماهواره آغاز به کار می‌کند، آغاز آنتن را در راستای بنیادی یک ماهواره قرار می‌دهد و سپس با گوش دادن به صدای دستگاه ردیاب خود یا تماشای تصویر تلویزیونی کنش به دگرگونی راستای بشقاب می‌نماید تا نیرومندترین سیگنال را بیابد. دربارهٔ جک‌های Cat 6 نیز این گفتار صدق می‌کند. بدین گونه که یک مقدار دست پایین پذیرفته برای سیگنال‌ها هست و یک سیگنال بهینه که در واقع نمایانگر نیرومندترین سیگنال دریافتی در سوی گیرنده دانستار می‌باشد. استاندارد Cat 6 همه ادعاهای خود را عملی ساخته است. چه از Cat 6 و چه از Cat5/5e بهره برده شود، کارآیی شبکه، تحت تأثیر نسبت سیگنال به نویز در سوی گیرنده خواهد بود و به همه سرچشمه‌های مؤثر در نویز همچو NEXT وFEXT، نویز ILD و همشنوایی بیرونی باید پرداخته شوند.
برجسته‌ترین برتری بافه‌های Cat 6 در بهینه کردن نرخ سیگنال به نویز با بهره‌گیری از بالا بردن پهنای باند است. پیامد این‌که Cat 6 در سنجش Cat5/5e نرخ سیگنال به نویز را نزدیک ۱۲ دسی‌بل (کمابیش ۱۶ برابر) نسبت به Cat5 بهبود بخشیده است.

## نیاز به Cat 6
6 Cat نرخ گزند بیتی کمتری را در سنجش با Cat5/5e دارد که این گفتار به فرستادن داده‌های بیشتر در درازای شبکه‌های اترنت ۱۰۰BASE-TX و ۱۰۰۰BASE-T می‌انجامد.
دربارهٔ کاربردهای آینده شبکه نیز گفتنی است که در این استاندارد بهره‌گیری از توانایی گیگابیت اترنت (۱۰۰۰BASE-TX) به‌گونه یک راهکار شایسته برای آینده ارائه شده‌است. کاربرد دیگر در زمینه فرستادن ویدئو از راه خطوط باند پهن می‌باشد که امروزه برای این‌کار از بافه‌های همچرخ (Coaxial) بهره‌گیری می‌شود ولی پیشنهاد Cat 6 برای این کار برای مسافت‌های بیش از ۱۰۰متر و در بسامدهای کاری بالای ۵۵۰ مگاهرتز می‌باشد. چرا که ضریب افت سیگنال کم در بسامدهای بالا در استاندارد Cat 6 آن را در سنجش با at5/5e برای این کار شایسته‌تر نموده‌است. یک کاربرد بنیادی دیگر، ویدئوی دیجیتال می‌باشد که بر پایه آن سیگنال‌های دیجیتال یکراست از یک سرچشمه تلویزیون با چونایی بالا (HDTV) با سرعت ۵/۱ گیگابایت در ثانیه فرستاده می‌شوند که از توان امروزی شبکه‌های مسی Cat5/5e بسیار بالاتر است. در یک بررسی از گنجایش فرستادن داده در بافه‌های Cat 6 با پهنای باند ۲۰۰ مگاهرتز دیده شد که نرخ فرستادن داده نزدیک ۲ گیگابایت در ثانیه بود.

## سنجش میان Cat 6 و بافت نوری
روی هم رفته، هزینه بالای پیوند افزارهای نوری، بهره‌گیری از آن‌ها را در بافه‌کشی افقی ارزنده نمی‌سازد و تنها در چندوچونی که پیرامون بافه از نویز بالا برخوردار است یا به امنیت بالا نیاز می‌باشد می‌تواند بررسی شود. البته با گذشت زمان هزینه خرید بافه‌های نوری پائین آمده‌است ولی در سنجش با کالاهای فعال (Active) شبکه‌ای، هنوز هم این رقم بسیار بالاتر از استانداردهای بر پایه بافه مسی می‌باشد.
دلیل دیگر در بهره‌گیری از کالاها مسی در کاربردهای وابسته به برق‌رسانی دستگاه‌های تلفنی VoIP می‌باشد. برابر با این استاندارد نوینی که از سوی IEEE نمودمان شده، یک پریز دیواری می‌تواند توان موردنیاز برای کالاهایی همچو IP Phone، دوربین و... را فراهم سازد که این ویژگی به‌خوبی از سوی استانداردهای برپایه بافه‌های مسی قابل پشتیبانی و نمودمان است.